# Malaconothrus pseudolamellatus
Malaconothrus pseudolamellatus är en kvalsterart som beskrevs av Rainer Willmann 1931. Malaconothrus pseudolamellatus ingår i släktet Malaconothrus och familjen Malaconothridae. Inga underarter finns listade i Catalogue of Life.